# 小行星9744
小行星9744（英語：9744 Nielsen）是一颗围绕太阳公转的小行星。1988年5月9日，卡罗琳·舒梅克、尤金·舒梅克在帕洛马山发现了此天体。
这颗小行星的绝对星等为134.783898459421等。